# Saint-Maurice-d’Ételan
Saint-Maurice-d’Ételan – miejscowość i gmina we Francji, w regionie Normandia, w departamencie Sekwana Nadmorska. Przez miejscowość przepływa Sekwana.
Według danych na rok 1990 gminę zamieszkiwało 211 osób, a gęstość zaludnienia wynosiła 15 osób/km² (wśród 1421 gmin Górnej Normandii Saint-Maurice-d’Ételan plasuje się na 691. miejscu pod względem liczby ludności, natomiast pod względem powierzchni na miejscu 172.).